# 扎維杜夫

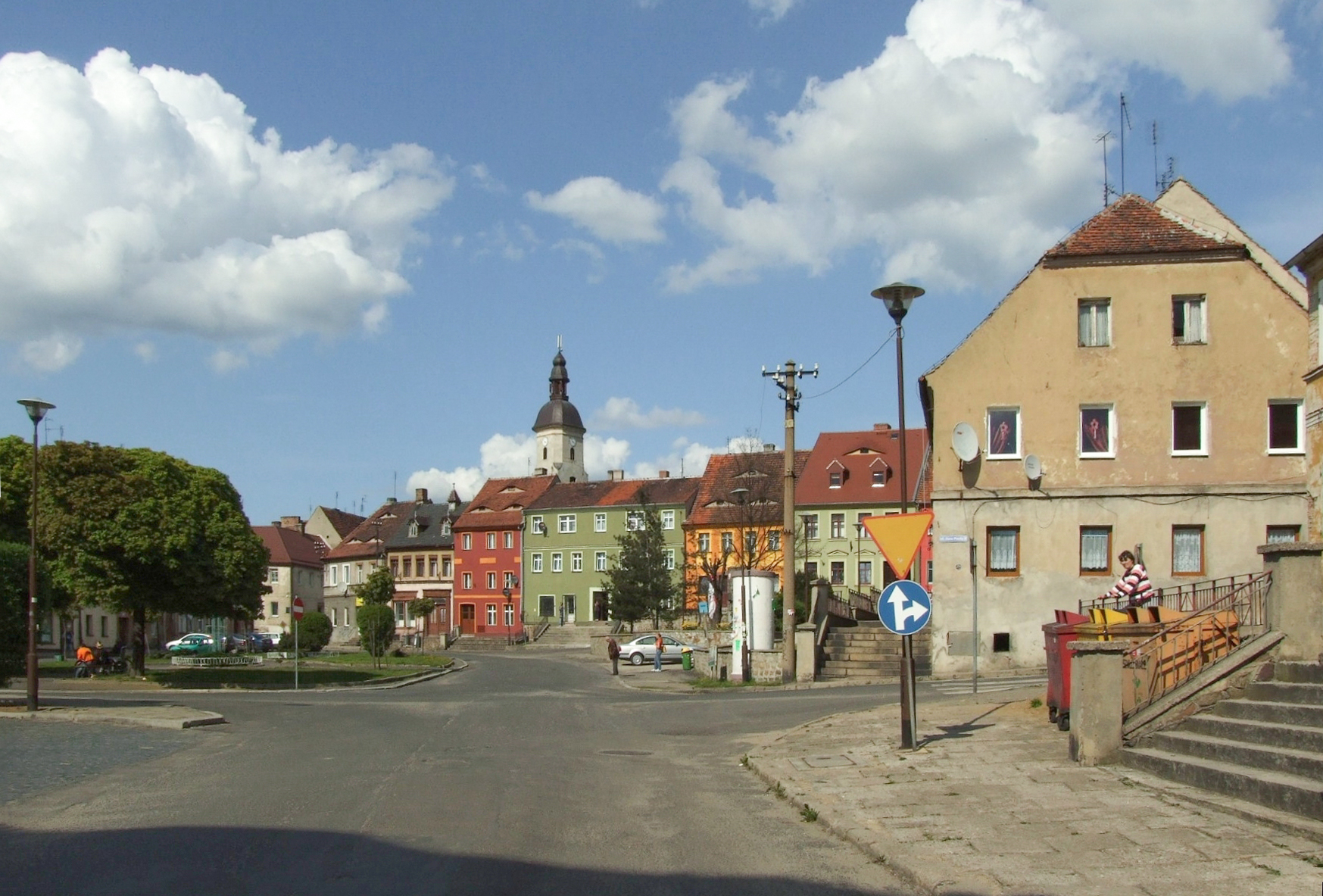

扎維杜夫是波蘭的城鎮，位於該國西南部，距離首府弗罗茨瓦夫139公里，毗鄰與捷克接壤的邊境，由下西里西亞省負責管轄，面積6.07平方公里，海拔高度245米，2006年人口4,412。

## 外部連結
- Official Website
- Official Forum

51°01′N 15°04′E / 51.017°N 15.067°E